# Epke Zonderland
Epke Jan Zonderland (Lemmer, 16 de abril de 1986) é um ginasta neerlandês, que compete em provas de ginástica artística.
Irmão de três ginastas - Herre, Johan e Geeske - iniciou-se no desporto aos quatro anos. Em 2004, obteve seus primeiros resultados nacionais e internacionais expressivos: No Europeu Júnior, realizado na cidade de Ljubljana, o atleta foi o quarto colocado do concurso geral e o medalhista de prata na barra fixa. No Campeonato Neerlandês, o atleta foi o campeão, a frente de seu irmã, Herre.
No ano seguinte, Zonderland e Jeffrey Wammes tornaram-se os primeiros ginastas neerlandeses a qualificarem-se para uma final do individual geral em um Mundial: O Campeonato de Melbourne, no qual Epke encerrou na 11ª colocação. Em 2006, novamente em uma edição europeia - o Campeonato de Volos - Zonderland, que disputou os eventos pela segunda vez na categoria sênior, terminou em sexto lugar na barra fixa. Nacionalmente, tornou-se bicampeão.
No ano posterior competiu no Europeu e no Mundial. Em Amsterdã, encerrou o concurso geral na sexta posição - a melhor colocação de um ginasta neerlandês até então - e a final da barra fixa como medalhista de bronze. Em Stuttgart, alcançou o quarto lugar na final do mesmo aparelho e qualificou-se para disputar os Jogos Olímpicos de Pequim, no qual terminou em sétimo lugar. Em 2009, considerado favorito a conquistar o ouro na primeira final internacional de grande porte, o ginasta não subiu ao pódio da barra fixa no Campeonato de Milão.